# Seznam látek považovaných za prekurzory výbušnin
Seznam látek považovaných za prekurzory výbušnin je přílohou nařízení Evropského parlamentu a Rady, kterým je nepodnikajícím fyzickým osobám zakázán prodej a následně i držení vyjmenovaných chemických látek, které jsou považovány za prekurzory výbušnin. Podezřelé transakce je nutno hlásit. Výjimku z omezení mají osoby, které získaly povolení.
U látek, jejichž prodej a držení jsou zakázány, se nařízený zákaz vztahuje i na směsi s minimální definovanou koncentrací těchto látek. Povinné hlášení podezřelých transakcí se vztahuje na látky z obou skupin, včetně směsí a výrobků obsahujících tyto látky, bez ohledu na koncentraci. Stanovení výše trestů nebo jiných sankcí je v působnosti jednotlivých členských států EU. Seznamy může Evropská komise kdykoli měnit v souladu s procesními podmínkami uvedenými v nařízení.
První verze nařízení byla schválena 15. ledna 2013 a vydána pod číslem 98/2013; v roce 2017 bylo aktualizováno. Nařízení vstoupilo v účinnost 18 měsíců po přijetí, po dobu dalších 18 měsíců byl zakázán pouze prodej uvedených látek, později již též i držení. Dne 20. června 2019 bylo původní nařízení zrušeno a nahrazeno revidovanou verzí vydanou pod číslem 2019/1148.

## Seznam látek, jejichž prodej a držení jsou podle nařízení zakázány
- kyselina dusičná (min. 3 % hm.)
- peroxid vodíku (min. 12 % hm.)
- kyselina sírová (min. 15 % hm.)
- nitromethan (min. 16 % hm.)
- dusičnan amonný (min. 16 % hm. dusíku pocházejícího z dusičnanu amonného)
- chlorečnan draselný (min. 40 % hm.)
- chloristan draselný (min. 40 % hm.)
- chlorečnan sodný (min. 40 % hm.)
- chloristan sodný (min. 40 % hm.)

## Seznam látek, u nichž je povinnost hlásit podezřelé transakce
- hexamin
- aceton
- dusičnan draselný
- dusičnan sodný
- dusičnan vápenatý
- dusičnan amonno-vápenatý
- práškový hořčík
- hexahydrát dusičnanu hořečnatého
- práškový hliník

## Vývoj po výbuchu v Oslu
Po výbuchu nálože nastražené v centru norského hlavního města Osla se v roce 2011 záležitosti okolo schvalování restrikcí na nakládání s prekurzory výbušnin dostaly v EU opět na pořad jednání (byť Norsko není členem EU). Pro výrobu výbušniny bylo totiž zřejmě použito běžně dostupné umělé hnojivo založené na dusičnanu amonném.